# Наместников, Олег Юрьевич
Олег Юрьевич Наместников (род. 3 января 1970, Арзамас-16, Горьковская область) — советский и российский хоккеист, защитник. Тренер.

## Биография
Старший брат Евгения Наместникова. Воспитанник горьковского «Торпедо». Начинал играть в команде второй лиги «Сокол» Новочебоксарск (1987/88). Следующие два сезона провёл во второй лиге, выступая за фарм-клуб «Торпедо» «Кварц». В сезоне 1988/89 также дебютировал в «Торпедо», проведя три матча в высшей лиге.
Всю карьеру — 16 сезонов (1988/89 — 2003/04) — провёл в «Торпедо». Рекордсмен клуба по количеству проведённых матчей во всех лигах — 720 (из них — 583 в высших дивизионах).
Тренер в ДЮСШ «Торпедо» (2004—2014), Сезон 2014/15 начал в тренерском штабе женкой команды СКИФ, в конце сентября стал главным тренером. В сезоне 2016/17 — и. о. главного тренера, главный тренер СКИФ. Тренер юношеских команд «Темп» (Кулебаки, 2016—2020). Тренер СКИФ (2021—2022), в следующем сезоне — старший тренер женской команды «Торпедо», с сезона 2023/24 — главный тренер.

## Достижения в качестве тренера женских команд
- Обладатель Кубка европейских чемпионов (2015)
- Серебряный призёр чемпионата России (2014/15)
- Чемпион России (2021/22)
- Серебряный призёр чемпионата ЖХЛ (2021/22)
- Бронзовый призёр чемпионата ЖХЛ (2022/23)[1]